# ان‌جی‌سی ۲۰۳
ان‌جی‌سی ۲۰۳ (انگلیسی: NGC 203) نام یک کهکشان عدسی در صورت فلکی ماهی است.